# Návsí
Návsí, polnisch Nawsie (deutsch Nawsi, älter auch Nawse) ist eine Gemeinde mit 3789 Einwohnern im Okres Frýdek-Místek in der Region Moravskoslezský kraj (Mährisch-Schlesien) in Tschechien.

## Geographie
Der Ort liegt unmittelbar nordwestlich der Stadt Jablunkov in 386 m ü. M. gegenüber der Einmündung des Jasení am rechten Ufer der Olsa in der Jablunkauer Furche (Jablunkovská brázda) am Fuße der Schlesischen und Mährisch-Schlesischen Beskiden.

## Geschichte
Erstmals erwähnt wurde der Ort in einem Privileg Herzog Wenzels I. von Teschen im Jahre 1435. Er gehörte zum Herzogtum Teschen und fiel mit diesem zusammen 1653 als erledigtes Lehen an die Krone Böhmen, die seit 1526 von den Habsburgern regiert wurde. Nach dem Ersten Schlesischen Krieg 1742 gehörte Nawsi zu Österreichisch-Schlesien. 1872 erhielt es einen Eisenbahnanschluss an die Kaschau-Oderberger Bahn.
Nach dem Zusammenbruch der k.k. Monarchie zwischen Polen und der Tschechoslowakei im Polnisch-Tschechoslowakischen Grenzkrieg umstritten, wurde Nawsi nach der Konferenz von Spa endgültig der Tschechoslowakei zugesprochen.
1960 erfolgte die Eingemeindung nach Jablunkov und seit 1994 ist Návsí wieder selbständig.

## Galerie

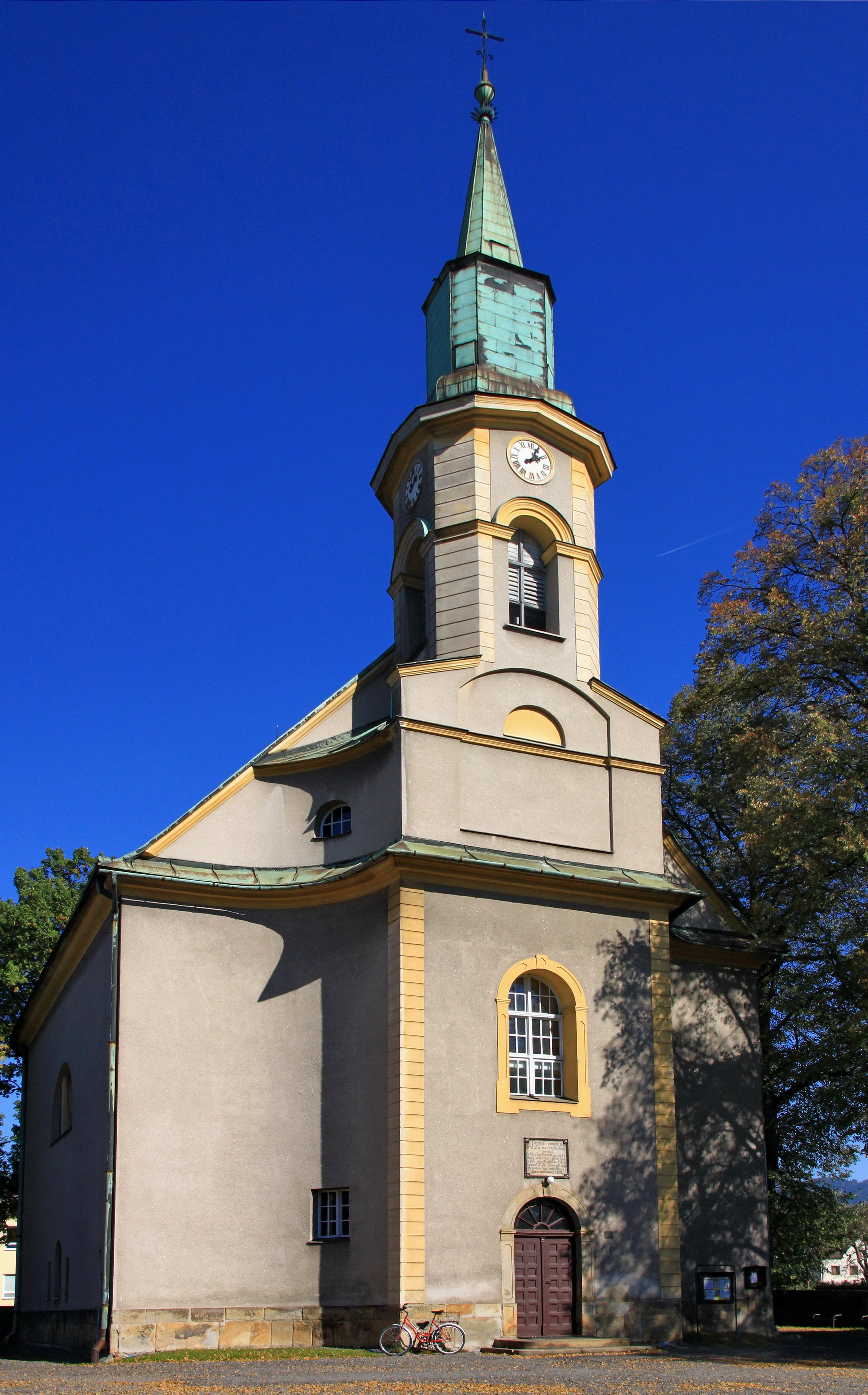
lutherische Kirche
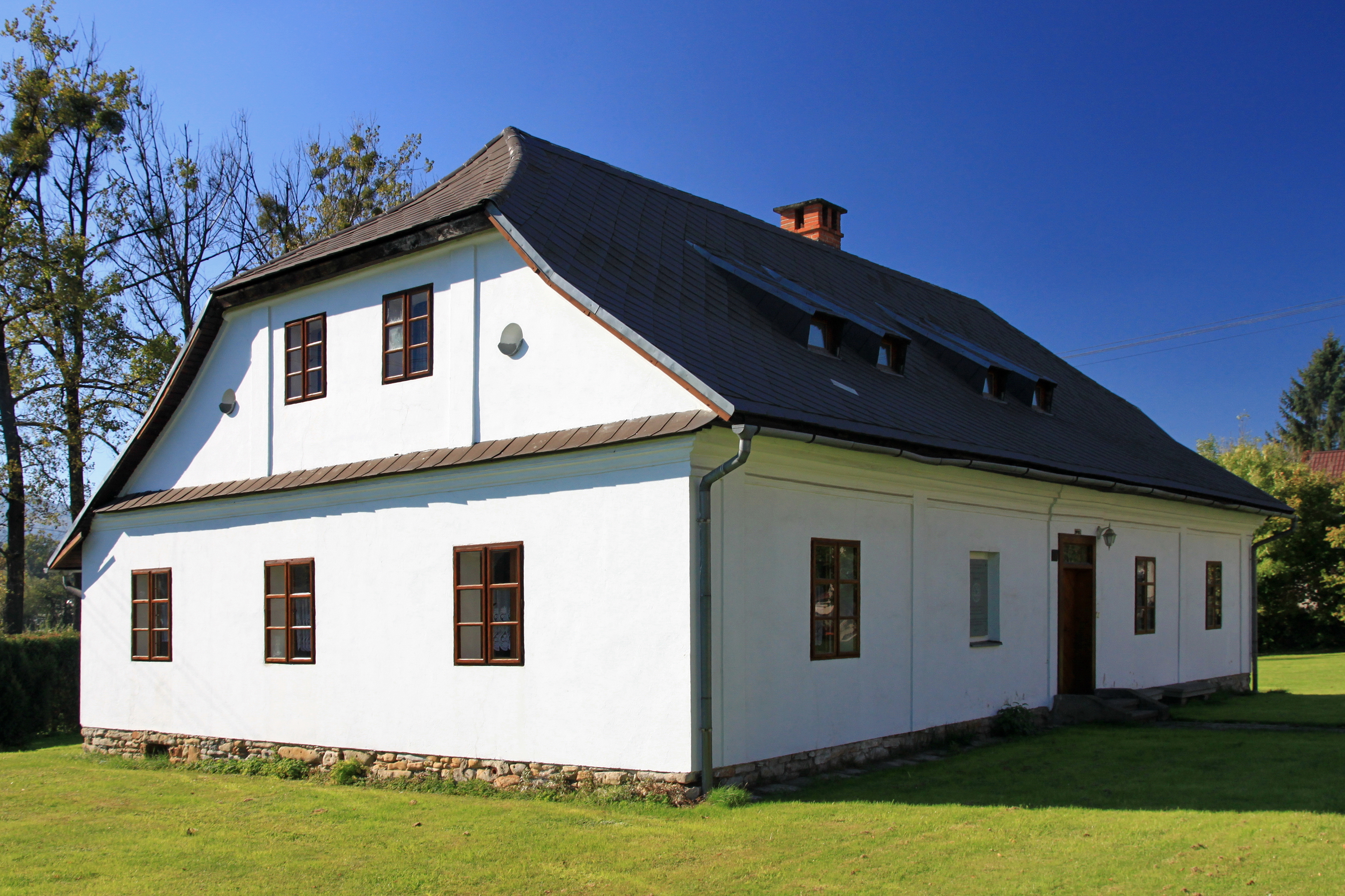
Ehemalige evangelische Schule Emaus
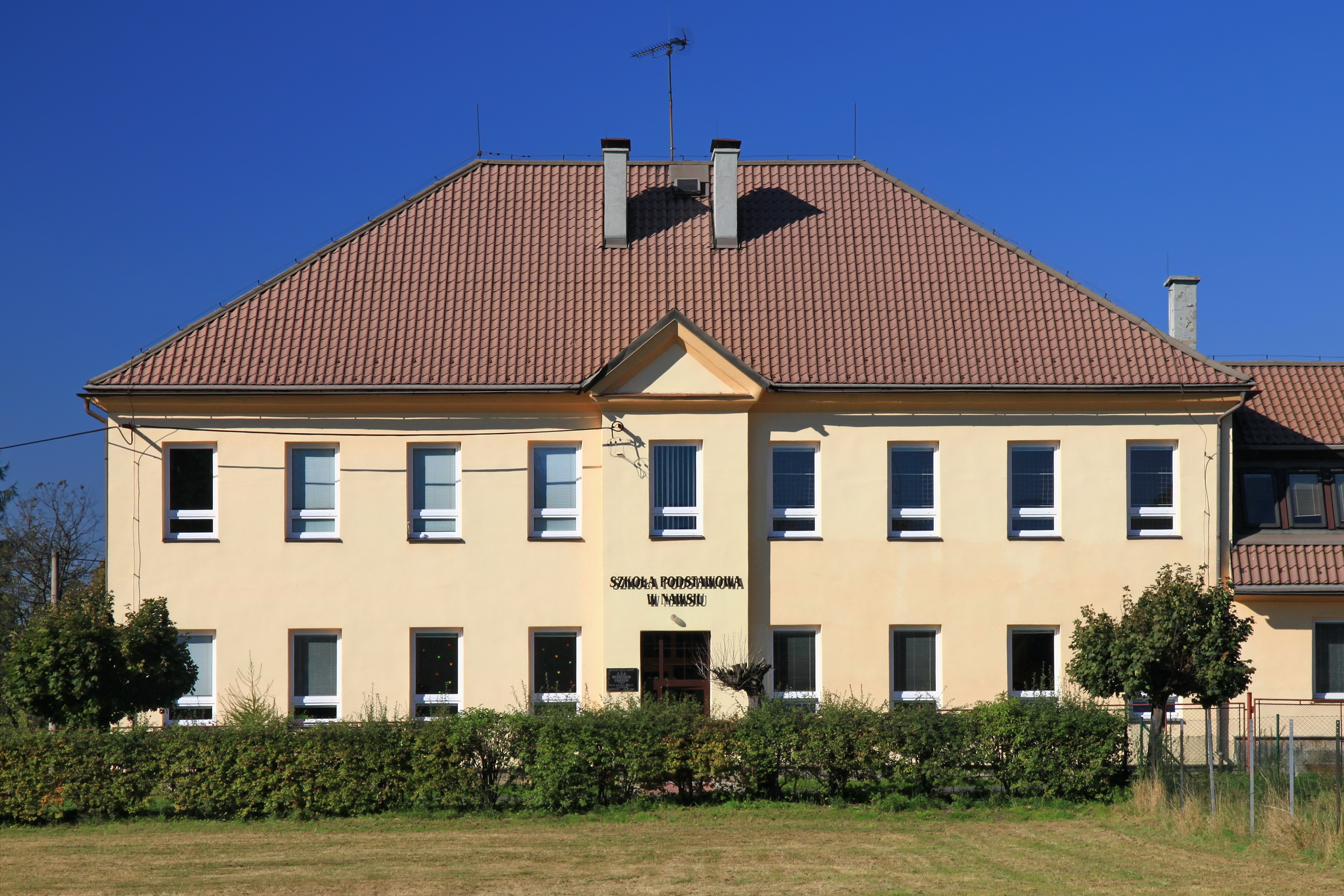
Polnische Grundschule
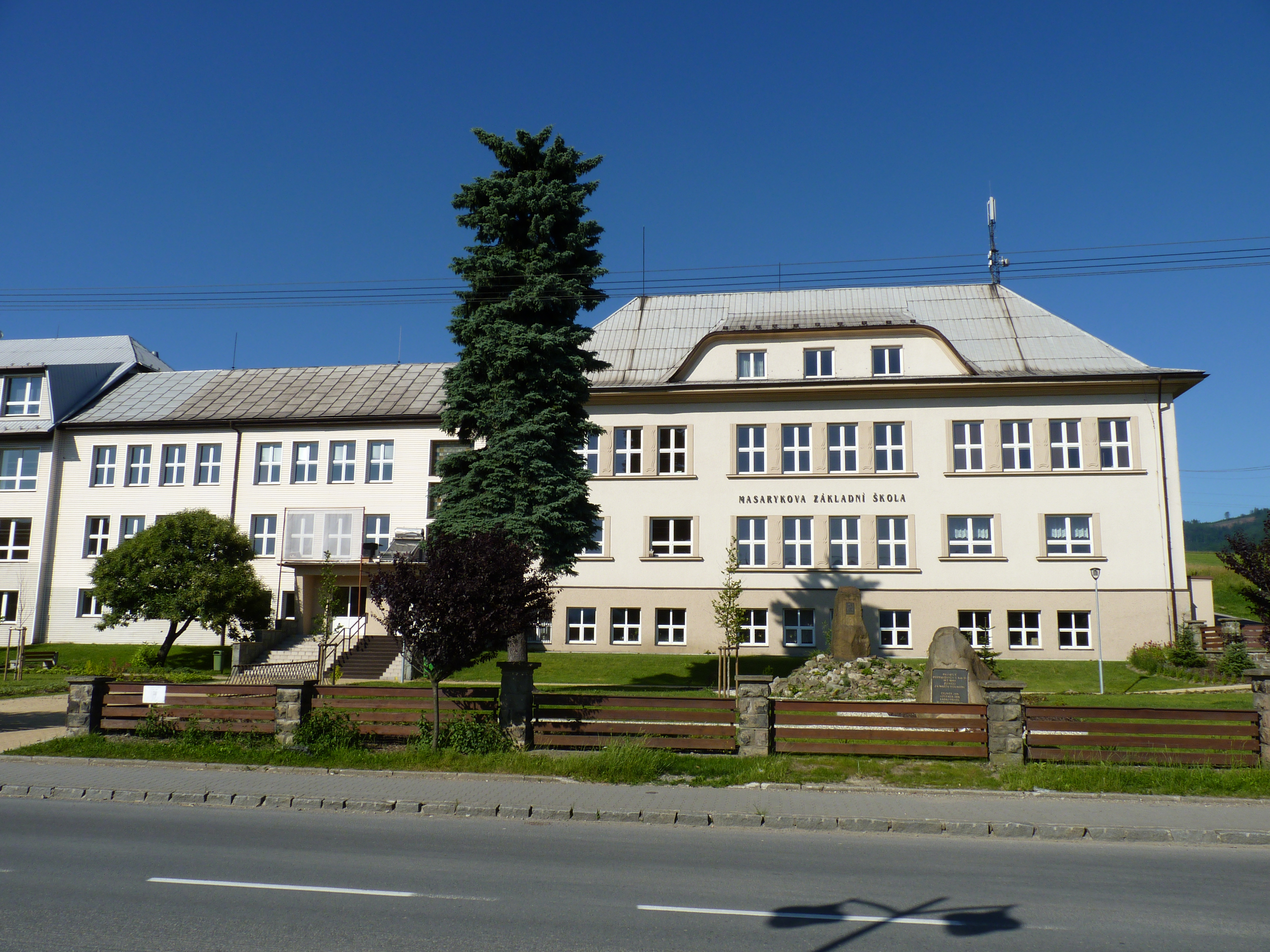
Tschechische Grundschule
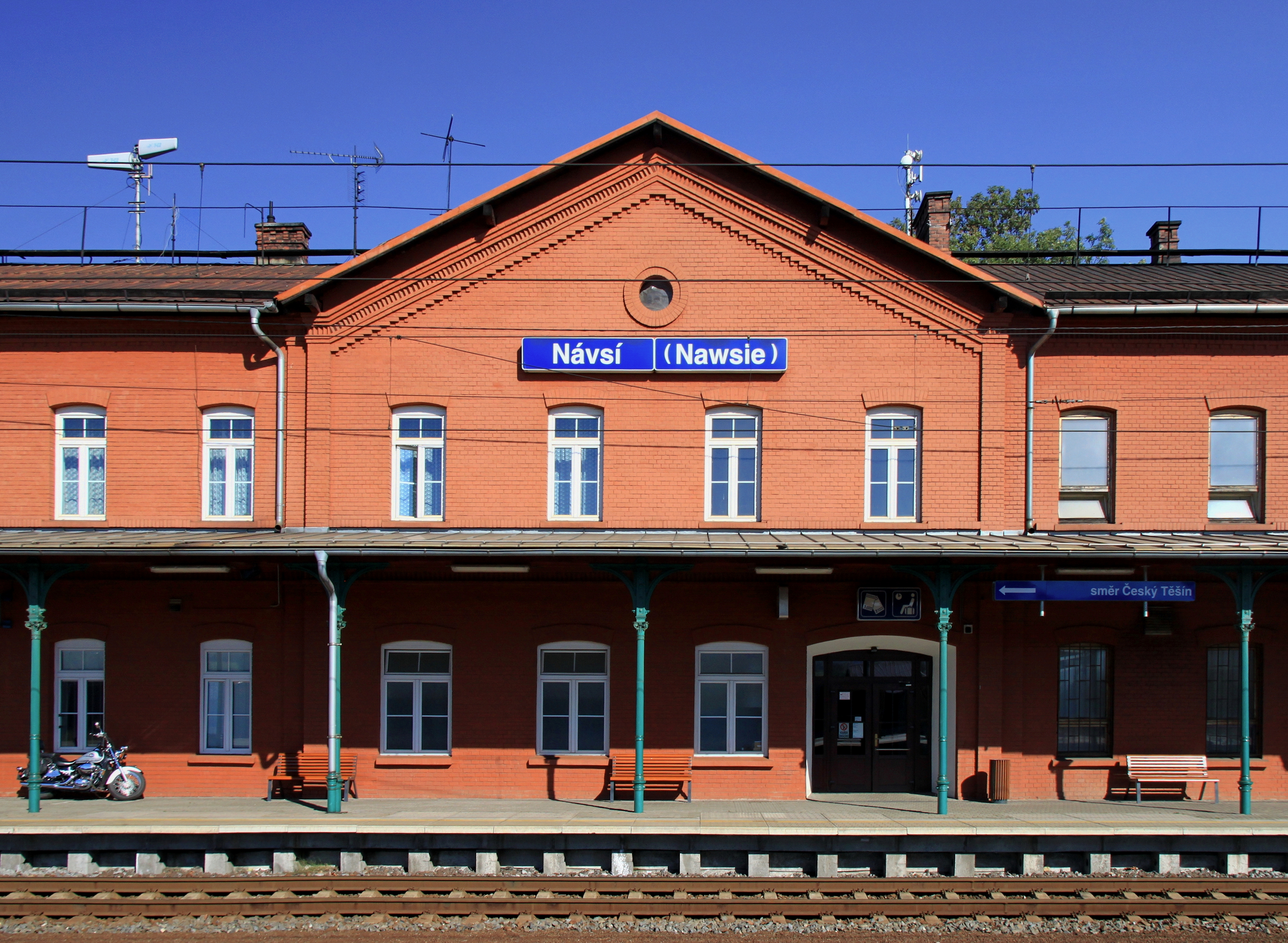
Bahnhof an der Bahnstrecke Žilina–Bohumín